# Relats sincers d'un pelegrí rus al seu pare espiritual
Relats sincers d'un pelegrí rus al seu pare espiritual més conegut com El pelegrí rus, és el títol d'un llibre rus escrit a finals del segle xix escrit per un autor anònim és un dels llibres més populars del cristianisme ortodox conjuntament amb la Filocalia. Llibre de reconeguda fama dins la pràctica contemplativa hesicasta en l'espiritualitat ortodoxa.
Narra de forma autobiogràfica el pelegrinatge físic i l'itinerari espiritual d'un pelegrí anònim o starets a través de la Rússia de mitjan segle XIX per tal d'obtenir el coneixement de l'oració interior contínua. Tria el camí de l'oració interior com a mètode per acostumar a l'esperit al recolliment, i facilitar que s'encengui en l'esperit la flama de la veritable oració i del veritable amor com a camí cap a Déu.

## Història
Aquest text es va publicar per primera vegada a Kazan cap a l'any 1865, amb una forma molt primitiva i molts errors d'ortografia.
Fins al 1884 no es va fer una edició correcta i accessible d'aquesta obra. Era poc probable que tingués gaire ressò perquè coincidia amb el moviment socialista i naturalista. Va ser imprès de nou el 1930 sota la direcció del professor Visxeslàvtsev.
Els relats van ser publicats sense el nom de l'autor. Segons el prefaci de l'edició de 1884, el pare Paisius, abat del monestir de Sant Miquel Arcàngel dels mari de Kazan, hauria copiat el text d'un monjo rus de la muntanya Atos, el nom de la qual s'ignora.
Es poden trobar mencions al llibre en les obres Els germans Karamàzov (1880) de Fiódor Dostoievski i a Franni i Zooei (1961) de J. D. Salinger.